# Shuiyuan, Fujian
Shuiyuan (kinesiska: 水源) är en socken i sydöstra Kina. Den ligger i Jian'ou i staden Nanping i provinsen Fujian, omkring 130 kilometer nordväst om provinshuvudstaden Fuzhou. Antalet invånare är 17 294. Befolkningen består av 8 360 kvinnor och 8 934 män. Barn under 15 år utgör 19,0 %, vuxna 15-64 år 70 %, och äldre över 65 år 9,0 %.